# Старт номер сто
«Старт номер сто» — российский телевизионный документальный фильм телестудии Роскосмоса. Премьера состоялась на Первом канале 15 октября 2008 года

## Сюжет
Фильм рассказывает о подготовке сотого пилотируемого полета космического корабля серии «Союз» — «Союз ТМА-13». В фильме очень многое показано впервые: все этапы проверки и сборки ракеты-носителя в монтажно-испытательных корпусах РКК «Энергия» и космодрома Байконур; все стадии подготовки экипажа корабля к космическому полёту; сам старт космического корабля, снятый 12 октября 2008 года непосредственного со стартового стола и в самой ракете. Экипаж корабля — уникальный. Командир экипажа, летчик-космонавт Юрий Лончаков, первым поднимал в космос корабль Союз — ТМА. Впервые в истории космонавтики в космос отправилось второе космическое поколение: бортинженер Сергей Волков — сын российского космонавта Александра Волкова, а также космический турист Ричард Герриот — сын американского астронавта Оуэна Гэрриота.
В фильме принимают участие — конструкторы космической техники, космонавты и астронавты, их родные и близкие.

## Награды
Фильм телестудии Роскосмоса «Старт номер сто. Союз Титанов.» получил диплом и специальный приз «Плод Познания» на IV Международном Фестивале научно-популярных фильмов «Мир Знаний», который проходил с 19 по 23 октября 2009 года в Санкт-Петербурге.

## Съёмочная группа
- Режиссёр: Алексей Китайцев
- Автор сценария: Алексей Самолётов
- Специальный корреспондент: Наталья Бурцева
- Операторы: Максим Фроянц, Вячеслав Красаков
- Оператор подводных съемок: Игорь Денисов
- Монтаж: Алексей Китайцев
- Видеоинженер: Юрий Рубцов
- Текст читает: Алексей Самолётов
- Консультант: Федор Юрчихин
- Руководитель проекта: Александр Островский
- Редактор — консультант Первого канала: Александр Зараелян
- Продюсер от Первого канала: Светлана Колосова, Олег Вольнов